# 道尔顿公路

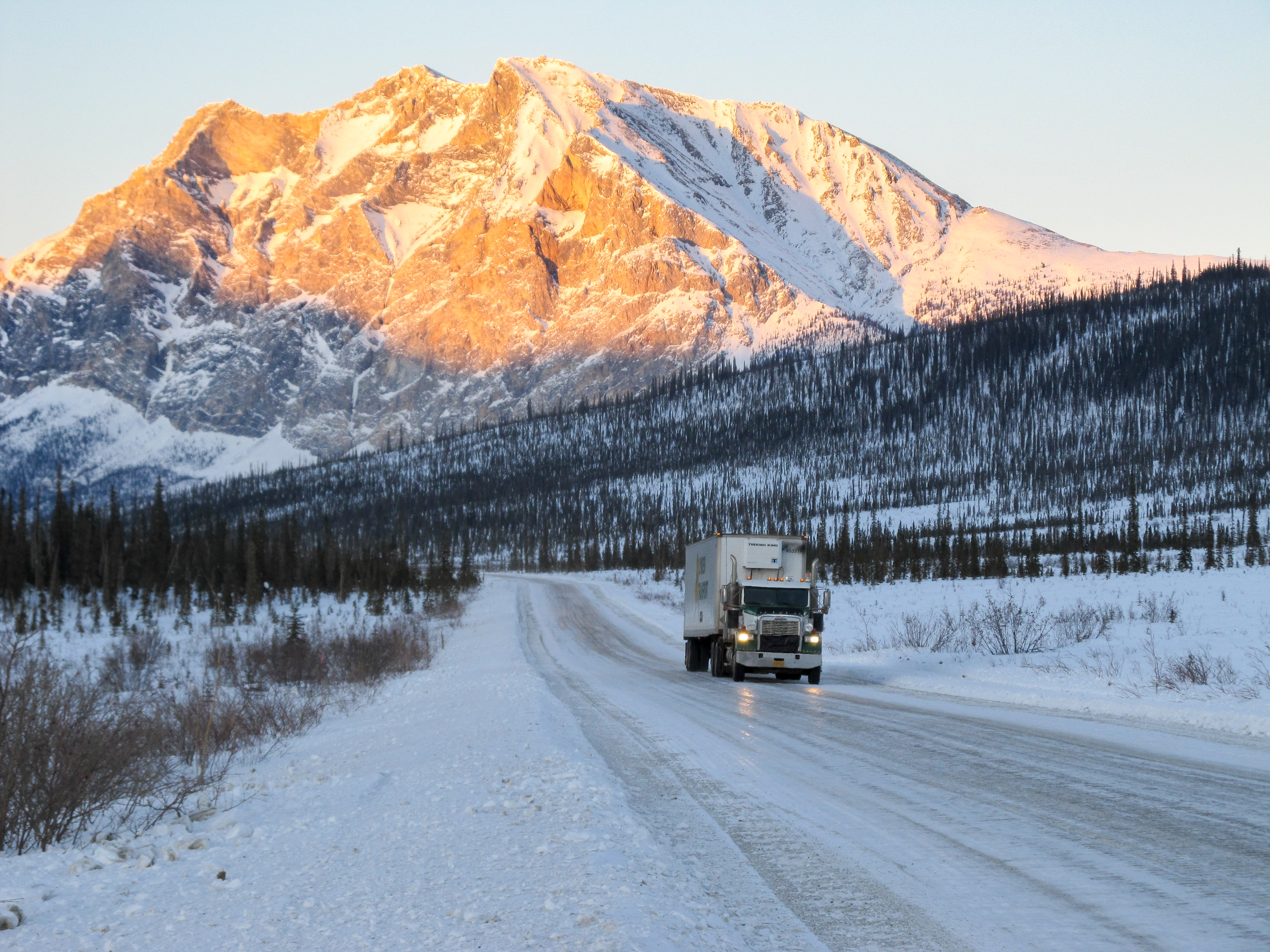
道尔顿公路在203英里处的地标苏卡帕克山

道尔顿公路（英語：Dalton Highway）全称詹姆斯·W·道尔顿公路（英語：James W. Dalton Highway），标记为阿拉斯加11号州道，全长414英里（666）。从阿拉斯加州费尔班克斯北方的利文古德（英語：Livengood）出发，到北冰洋畔的戴德豪斯（一个位于普拉德霍湾社区发展规划区域内的未合并社区。），连接北冰洋沿岸普拉德霍湾油田，沿途总共只有3个城镇。沿途有一条平行的石油管道。1974年通车。
曾经被称为北坡运输路（英語：North Slope Haul Road，仍有时被这样称呼），它是为了支持1974年的跨阿拉斯加管道系统而建的供应路。它是以詹姆斯·W·道尔顿命名的，他是一位终生的阿拉斯加人，曾监督在阿拉斯加的远程预警线（英語：Distant Early Warning Line，简称DEW线）的建设，并且作为北极工程的专家，在北阿拉斯加的早期油田探索中担任顾问。它也是《America's Toughest Jobs》的第二集的主题，并且是BBC的《World's Most Dangerous Roads》的第一集的主题。

## 历史
1966年，州长Walter J. Hickel开放了北坡进行油田开采。为了提高进入油田的通道，计划在利文古德和普拉德霍湾之间建造一条400英里的冬季道路。建设始于1968年11月，到1969年3月，“Walter J. Hickel公路”已经完工。由于工程技术问题，道路的建设导致底下的永冻层开始融化，该道路在同年4月被放弃使用。由于该路线比计划中的跨阿拉斯加管道系统更向西，所以并未进行维护。
在Hickel公路失败后，石油公司仍然需要一条通往北坡的路线。阿拉斯加管道服务公司在1969年资助了从利文古德到育空河的道尔顿公路的第一段。
跨阿拉斯加管道系统的建设延误，因此公路的建设也受到影响，直到1974年4月29日才恢复。在5个月内，公路的390英里被建设完毕。管道直到1977年才完工。 最初它被称为“Wales公路”。
1979年，Alyeska将公路的控制权移交给阿拉斯加州，州政府为它正式命名为“James W. Dalton公路”。1981年，公路向公众开放，到达Disaster Creek，位于211英里处。到1994年，公众被允许进入全部公路长度。

## 路线描述
这条公路与阿拉斯加管道平行，是美国最偏远的道路之一。沿线只有三个小镇：科特福德（英語：Coldfoot，直译：冻足，人口34）在175英里处，懷斯曼（英語：Wiseman，人口12）在188英里处，以及公路尽头的戴德霍斯（英語：Deadhorse，直译：死马，25常住居民，季节性居民在3,500-5,000之间，取决于产油量）在414英里处。在育空河桥 （56英里）、科特福德和戴德霍斯有燃油供应。另外两个聚居地，Prospect Creek和Galbraith Lake，除了露营者和其他短期居住者外都是无人的。
公路主要是碎石路，某些地方非常原始，小车和摩托车旅行都存在很大的风险。最近的医疗设施位于费尔班克斯和戴德霍斯。任何想在道尔顿公路上旅行的人都被鼓励带上生存装备。
尽管位置偏远，道尔顿公路还是有相当多的卡车经过，前往普拉德霍灣（英語：Prudhoe Bay）：夏季每天约160辆，冬季每天约250辆。公路的终于距离北极洋只有几英里。在戴德霍斯，公路的终点之后是石油公司的私有道路，只限于授权车辆。但是，有商业旅行团会带人们去北极洋。所有车辆在道路上驾驶时都必须非常小心，并始终打开车头灯。沿线也有一些陡峭的坡度（高达12%）。
公路在跨越布鲁克斯岭（英語：Brooks Range）的阿提贡山口（英語：Atigun Pass）达到最高点，海拔4,739英尺（1,444米）。